# NGC 5060
NGC 5060 ist eine 13,3 mag helle Balken-Spiralgalaxie vom Hubble-Typ SBb im Sternbild Jungfrau nördlich der Ekliptik. Sie ist schätzungsweise 276 Millionen Lichtjahre von der Milchstraße entfernt und hat einen Durchmesser von etwa 90.000 Lj.
Im selben Himmelsareal befinden sich u. a. die Galaxien NGC 5027 und IC 872.
Das Objekt wurde am 17. April 1863 vom deutsch-dänischen Astronomen Heinrich Louis d’Arrest entdeckt.